# Seyâhatname
Seyâhatnâme (em persa: سياحت نامه, "livro de viagens") é um tipo de gênero e de escola literária cujos exemplos podem ser encontrados durante inúmeros séculos por todo o mundo muçulmano durante a Idade Média , iniciando com os viajantes árabes do Califado Omíada. De um modo mais específico, o nome remete-se aos diários de viagem do viajante turco-otomano Evliya Çelebi (1611-1682).
O Seyâhatnâme de Çelebi é um magnífico exemplo dessa tradição literária. Em seus dez volumes são narradas suas inúmeras viagens, a começar por sua cidade natal de Constantinopla, cobrindo toda a região da Anatólia, a Pérsia Safávida, a Europa Otomana, a África do Norte, a Áustria e o Cairo. Por causa do valor literário de seu trabalho, o termo genérico de Seyâhatnâme frequentemente alude aos livros de Evliya Çelebi em particular, até onde interessa à língua turca e aos Estudos Otomanos.
Além do Seyahâtnâme de Çelebi, outros livros do gênero seyâhatnâme incluem o Mirât Al-Mimâlik (em árabe: مرآة الممالك "Espelho dos Reinos") do almirante Seydi Ali Reis.
Um gênero correlato, que trata especificamente das jornadas e experiências dos embaixadores otomanos, é chamado de sefâretnâme (em persa: سفارت نامه: "livro das missões diplomáticas"), cujos exemplares foram editados por seus respectivos autores com o intuito de serem apresentados ao Sultão e à alta cúpula administrativa do Império, guardando, portanto, um caráter semi-oficial em seu estilo, ao mesmo tempo em que permanecendo como obras de interesse para o leitor em geral.